# フォスコ・マライーニ賞
フォスコ・マライーニ賞（フォスコ・マライーニしょう、イタリア語: Premio Fosco Maraini）は、日本語で書かれたイタリアに関する優れた著作に対して贈られる賞。マルコ・ポーロ賞（1978年 - 2007年）を継承している
学識経験者による選考を経て、イタリア文化会館により授与される。
なお、フォスコ・マライーニは日本研究者であり、京都帝国大学のイタリア語教師として務め、後にフィレンツェ大学教育学部に日本語・日本文学科を創設するなど多くの業績があった。

## 受賞者と作品
第1回（2013年）
- 水野千依『イメージの地層　ルネサンスの図像文化における奇跡・分身・予言』（名古屋大学出版会、2011年）[1]

第2回（2015年）
- 池上俊一『公共善の彼方に　後期中世シエナの社会』（名古屋大学出版会、2014年）[2]

第3回（2017年）
- 中谷惣『訴える人びと　イタリア中世都市の司法と政治』（名古屋大学出版会、2016年）[3]

第4回（2019年）
- 池上英洋『レオナルド・ダ・ヴィンチ―生涯と芸術のすべて』（筑摩書房、2019年）[4]

第5回（2021年）
- 松原知生『転生するイコン　ルネサンス末期シエナ絵画と政治・宗教抗争』（名古屋大学出版会、2020年）[5]

第6回（2024年）
- 川合真木子『アルテミジア・ジェンティレスキ 女性画家の生きたナポリ』（晃洋書房、2023年）[6]

## 選考委員
- 第1・2回 西谷修、小佐野重利、尾崎真理子、酒井啓子、和田忠彦（委員長）
- 第3回 西谷修、小佐野重利、尾崎真理子、和田忠彦（委員長）